# Bernadette Martin
Pour les articles homonymes, voir Martin.
Bernadette Martin (née le 13 septembre 1951 à Grenoble) est une athlète française spécialiste du 400 et du 800 mètres.
Elle remporte la médaille d'argent du relais 4 × 400 mètres lors des Championnats d'Europe de 1969 aux côtés de Éliane Jacq, Nicole Duclos et Colette Besson. L'équipe de France établit un nouveau record du monde de la discipline en 3 min 30 s 8, mais est devancée à la photo-finish par le Royaume-Uni, auteur du même temps. Elle participe aux Jeux olympiques d'été de 1972, à Munich, et se classe quatrième de la finale du 4 × 400 m (3 min 27 s 5, nouveau record de France).
Ses records personnels sont de 53 s 3 sur 400 m (1971), et 2 min 02 s 49 sur 800 m (1982).

## Palmarès
| Date | Compétition           | Lieu    | Place | Discipline |
| ---- | --------------------- | ------- | ----- | ---------- |
| 1969 | Championnats d'Europe | Athènes | 2e    | 4 × 400 m  |
| 1972 | Jeux olympiques       | Munich  | 4e    | 4 × 400 m  |